# Deutsche Volleyball-Bundesliga 1999/2000 (Männer)
Die Saison 1999/2000 der Volleyball-Bundesliga war die sechsundzwanzigste Ausgabe dieses Wettbewerbs. Der VfB Friedrichshafen wurde zum dritten Mal in Folge Deutscher Meister. Fellbach und Schüttorf mussten absteigen.

## Mannschaften
In dieser Saison spielten folgende zehn Mannschaften in der Bundesliga:
- Eintracht Innova Berlin
- SCC Berlin
- ASV Dachau
- Dürener TV
- SV Fellbach
- VfB Friedrichshafen
- VC Eintracht Mendig
- Moerser SC
- FC Schüttorf 09
- SV Bayer Wuppertal

## Ergebnisse
Nach der Hauptrunde gab es eine Playoff-Runde, um den neuen Meister zu ermitteln.

### Hauptrunde
|     | Verein                  | Punkte | Sätze |
| --- | ----------------------- | ------ | ----- |
| 1.  | Friedrichshafen         | 32:4   | 51:16 |
| 2.  | SCC Berlin              | 30:6   | 47:19 |
| 3.  | Düren                   | 22:14  | 38:30 |
| 4.  | Wuppertal               | 22:14  | 40:33 |
| 5.  | Mendig                  | 18:18  | 33:38 |
| 6.  | Dachau                  | 16:20  | 31:35 |
| 7.  | Moers                   | 14:22  | 32:38 |
| 8.  | Eintracht Innova Berlin | 12:24  | 32:39 |
| 9.  | Fellbach                | 12:24  | 27:39 |
| 10. | Schüttorf               | 2:34   | 9:53  |

### Play-offs
In den Play-offs setzte sich der VfB Friedrichshafen durch.